# Sheik Yerbouti
Sheik Yerbouti è l'undicesimo album di Frank Zappa, pubblicato il 3 marzo 1979.

## Il disco
In netta prevalenza le tracce-base dell'album furono ricavate da registrazioni live del 1977 e del 1978, sovraincise in studio dal compositore italoamericano e dai suoi musicisti. Inizialmente realizzato in formato doppio vinile, il disco è stato successivamente pubblicato il 2 maggio 1995 anche in versione compact disc dalla Rykodisc (cod.cat. RCD 10528).
Il titolo è un gioco di parole, in quanto la sua pronuncia nella lingua inglese è pressoché equivalente a quella di (Shake, Shake, Shake) Shake Your Booty, un pezzo pubblicato nel 1976 dal gruppo disco KC and the Sunshine Band. La copertina ritrae il volto di Zappa abbigliato con un tipico copricapo arabo.
Sheik Yerbouti è un'opera in perfetto stile zappiano, comprendente humour, improvvisazione e riferimenti satirici. Strutturato da un'unica sequenza di brani legati tra loro, l'album presenta principalmente pezzi eseguiti live, oltre a due registrazioni in studio. Tra i musicisti che hanno partecipato a Sheik Yerbouti, vanno ricordati Adrian Belew, Tommy Mars, Peter Wolf, Terry Bozzio ed Ed Mann.
Sono presenti diverse parodie musicali, in primis la disco music (Dancin' Fool e Baby Snakes), poi Peter Frampton (I Have Been in You fa il verso ad I'm in You), gli anni cinquanta (Bobby Brown Goes Down), il funk urbano (City of Tiny Lites) e persino il cantato di Bob Dylan (Flakes).
Sheik Yerbouti è l'album più venduto nella carriera di Zappa (quarta posizione in Svezia, quinta in Norvegia, sesta in Austria e decima in Germania).

## Tracce
Tutti i brani sono composti da Frank Zappa, eccetto dove indicato.
Lato A
1. I Have Been in You – 3:33
2. Flakes – 6:41
3. Broken Hearts Are for Assholes – 3:42
4. I'm So Cute – 3:09

Lato B
1. Jones Crusher – 2:49
2. What Ever Happened to All the Fun in the World – 0:33
3. Rat Tomago – 5:15
4. Wait a Minute – 0:33
5. Bobby Brown Goes Down – 2:49
6. Rubber Shirt – 2:45 (Zappa, Bozzio, O'Hearn)
7. The Sheik Yerbouti Tango – 3:56

Lato C
1. Baby Snakes – 1:50
2. Tryin' to Grow a Chin – 3:31
3. City of Tiny Lites – 5:32
4. Dancin' Fool – 3:43
5. Jewish Princess – 3:16

Lato D
1. Wild Love – 4:09
2. Yo' Mama – 12:36

## Formazione
Musicista
- Frank Zappa – chitarra solista, voce
- Adrian Belew – chitarra ritmica, voce
- Tommy Mars – tastiera, cori
- Peter Wolf – tastiera, burro
- Patrick O'Hearn – basso, cori
- Terry Bozzio – batteria, cori
- Ed Mann – percussioni, cori
- David Ocker – clarinetti in Wild Love
- Napoleon Murphy Brock – cori
- André Lewis – cori
- Randy Thornton – cori
- Davey Moire – cori

Produzione
- Frank Zappa – produzione, ingegnere del suono per il remissaggio
- Peter Henderson, Davey Moire, Claus Wiedemann, Kerry McNab – ingegneri del suono per le tracce base dal vivo
- Joe Chiccarelli – ingegnere del suono per le sovraincisioni e il remissaggio
- Barbara Isaak – assistente ingegnere del suono
- John Williams – direzione artistica
- Lynn Goldsmith – copertina
- Gail Zappa – foto interna
- The Village Recorders – attrezzature di studio